# Гаєвиця
Гаєвиця (хорв. Gajica) — варіант латинської абетки, що його розробив на основі чеського правопису хорватський поет, лінгвіст Людевит Гай (хорв. Ljudevit Gaj). Уперше її опублікували 1830 року в Гаєвій книжці «Kratka osnova horvatsko - slavenskoga pravopisaňa, poleg mudroǏubneh, narodneh i prigospodarneh temeǏov i zrokov» (Коротка основа хорватсько-слов'янського правопису). Гаєвицю використовують усі сербо-хорватські мови, але різною мірою: для хорватської — це єдина офіційна абетка, для боснійської і чорногорської — одна з двох поряд з кирилицею, але при цьому гаєвиця переважає; для сербської — також один із двох офіційних алфавітів на ряду з кирилицею і обидві абетки вживають більш-менш однаково часто. Крім того, гаєвицю використовують також для транслітерації македонських слів латинкою, зокрема, для експортних написів македонських власних назв.

## Літери
Абетка містить:
- загальні букви, крім: Qq, Xx, Yy, Ww, котрі можуть збережені в запозичених словах;
- п'ять з діакритикою: Čč, Ćć, Đđ, Šš, Žž;
- три диграфи: Dž, Lj, Nj.

| A a | B b | C c | Č č | Ć ć | D d | Dž dž | Đ đ | E e | F f   |
| G g | H h | I i | J j | K k | L l | Lj lj | M m | N n | Nj nj |
| O o | P p | R r | S s | Š š | T t | U u   | V v | Z z | Ž ž   |

В оригінальній гаєвиці для /ʥ/ був запис Dj, який згодом замінили на Đ.

## Вимова
| Літера | Фонема | Кирилиця   | Приблизна вимова                                            |
| ------ | ------ | ---------- | ----------------------------------------------------------- |
| A a    | /a/    | А          | А а                                                         |
| B b    | /b/    | Б          | Б б                                                         |
| C c    | /ts/   | Ц          | Ц ц                                                         |
| Č č    | /ʧ/    | Ч          | Ч ч                                                         |
| Ć ć    | /ʨ/    | Ћ (мак. Ќ) | Чь чь ("Ч" пом'якшене. Відповідає сербській букві "Ћ ћ")    |
| D d    | /d/    | Д          | Д д                                                         |
| Dž dž  | /ʤ/    | Џ          | Дж дж (Відповідає сербській букві "Џ џ")                    |
| Đ đ    | /ʥ/    | Ђ (мак. Ѓ) | Джь джь ("Дж" пом'якшене. Відповідає сербській букві "Ђ ђ") |
| E e    | /e/    | Е          | Е е                                                         |
| F f    | /f/    | Ф          | Ф ф                                                         |
| G g    | /ɡ/    | Г          | Ґ ґ                                                         |
| H h    | /χ/    | Х          | Х х                                                         |
| I i    | /i/    | И          | І і                                                         |
| J j    | /j/    | Ј          | Й й                                                         |
| K k    | /k/    | К          | К к                                                         |
| L l    | /l/    | Л          | Л л                                                         |
| Lj lj  | /ʎ/    | Љ          | Ль ль ("Л" пом'якшена. Відповідає сербській букві "Љ љ")    |
| M m    | /m/    | М          | М м                                                         |
| N n    | /n/    | Н          | Н н                                                         |
| Nj nj  | /ɲ/    | Њ          | Нь нь ("Н" пом'якшений. Відповідає сербській букві "Њ њ")   |
| O o    | /o/    | О          | О о                                                         |
| P p    | /p/    | П          | П п                                                         |
| R r    | /r/    | Р          | Р р                                                         |
| S s    | /s/    | С          | С с                                                         |
| Š š    | /ʃ/    | Ш          | Ш ш                                                         |
| T t    | /t/    | Т          | Т т                                                         |
| U u    | /u/    | У          | У у                                                         |
| V v    | /v/    | В          | В в                                                         |
| Z z    | /z/    | З          | З з                                                         |
| Ž ž    | /ʒ/    | Ж          | Ж ж                                                         |

## Диграфи
У гаєвиці Dž, Lj, Nj вважаються не окремими буквами, а диграфами.
- У словниках njegov йде після novine, в окремій NJ секції, що між словами на N та O.  Відповідно слово bolje йде після bolnica і т. і.
- У вертикальному написанні, в тому числі в кросвордах, диграфи пишуться разом. Диграфи Dž, Lj, Nj пишуться разом і в горизонтальному випадку, якщо між словами пропуски, наприклад: M J E NJ A Č N I C A.
- Диграфи зазвичай залишаються в абревіатурах: Njemačka Demokratska Republika → NJDR.
- Коли потрібно написати слово з великої літери, наприклад для власних назов, то великою буде лише перша частина диграфа: Njemačka, а не NJemačka. Якщо всі букви великі, то, звісно, буде NJEMAČKA.
- Unicode включає нероздільні символи для цих диграфів: ǅ ǆ, ǈ ǉ, ǋ ǌ. Проте на практиці їх здебільшого передають парами окремих літер; звичайна хорватська розкладка таких окремих символів не має.

## Гаєвиця в словенській мові
Після 1838-40 Гаєву абетку почали використовувати в словенській мові, бо її багато хто розцінював як діалект мови хорватської. Пізніше гаєвиця (словен. gajica) стала єдиною офіційною абеткою, замінивши три інших варіанти запису (словен. богоричиця, дайнчиця, метельчиця), авторами яких були відповідно Адам Богорич, Петер Дайнко та Фран Метелько.
Словенська версія гаєвиці має ряд відмінностей від хорватської:
- немає Ć та Đ, бо відсутні відповідні звуки. Але ними записують імена з хорватської та сербської мов. Тож словенські імена, що мають закінчення на -ич, пишуть Zahovič, Ačimovič, а хорватські чи сербські ймена пишуть із тими літерами, наприклад Milošević чи Đinđić,

- DŽ не є одним звуком, однак теж для запозичених слів, наприклад: džungla від jungle (джунглі),

- LJ і NJ також не диграфи, бо не є одним звуком, як у хорватській; їх вимовляють окремо, тобто такі слова як polje, konji хорвати кажуть /pôʎe/ i /kôɲi/, тоді як словенці вимовляють окремо як /póːljɛ/ (/pɔljéː/) i /kɔ́nji/.

## Гаєвиця в українському правописі

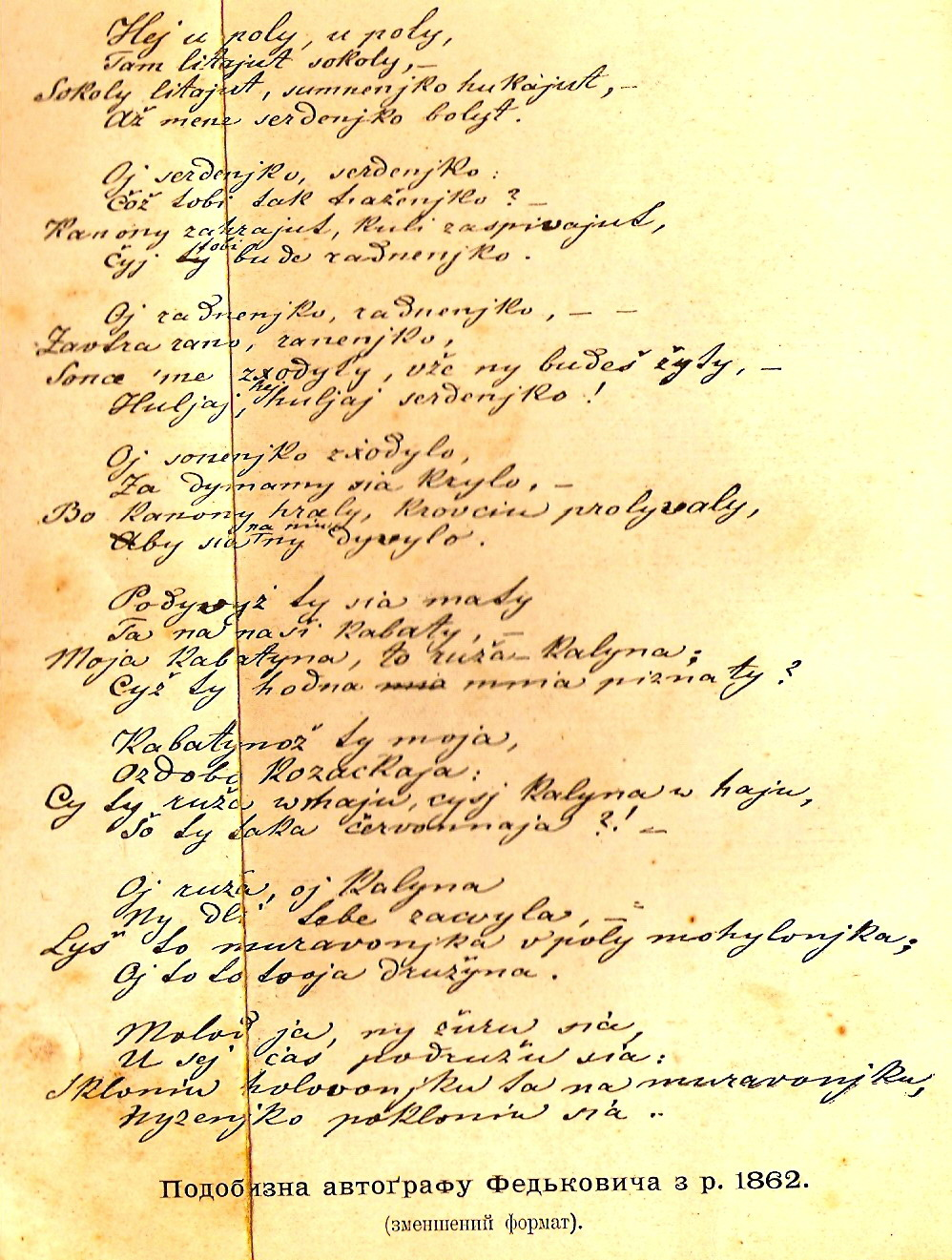
Рукопис вірша Юрія Федьковича «Думка під Маґентов» (1862), для написання якого він використав некодифікований варіант латинки, що поєднує риси гаєвиці та польського правопису.

В Пруссії гаєвицю використовували для транслітерації кириличних текстів в каталогах бібліотек. При цьому для східнослов'янських мов фактично було дві поправки: апостроф на місці м'якого знаку (замість j у гаєвиці) і ch на місці х. Ця система стала основою для наукової транслітерації кирилиці та міжнародного стандарту ISO 9, який застосовують зокрема для романізації української мови. В XX-XXI століттях деякі автори (наприклад, Сергій Пилипенко та Ярослав Михайлишин) пропонували взяти гаєвицю за основу для української латинки.